# Alexander Campbell (teolog)
För senatorn för Ohio se Alexander Campbell (politiker).

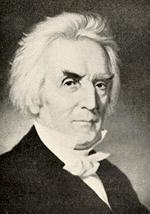
Alexander Campbell.

Alexander Campbell, född den 12 september 1788 nära Ballymena i grevskapet Antrim, Irland, död den 4 mars 1866, var en pastor vars förkunnelse bidrog till att Stone-Campbells reformationsrörelse växte fram i USA i början av 1800-talet. Han var son till Thomas Campbell. 
Campbell studerade vid universitetet i Glasgow och tog där djupa intryck av den skotska upplysningsfilosofin, med företrädare som John Locke. År 1809 kom han till Amerika och var presbyteriansk präst i Bethany (i dåvarande Virginia, numera West Virginia), då han 1812 övergick till baptismen. 
Campbell var redaktör för tidskriften The Christian Baptist från 1823 till 1830. I denna tidning torgförde han sina uppfattningar om kristen enhet och återupprättelse av den nytestamentliga församlingstanken. Hans uppfattningar var dock avvikande, och 1827 uteslöt synoden därför den rörelse som bildats kring honom, som betraktades som en sekt. De antog namnet Kristi Lärjungar (Disciples of Christ) och kallades av sin samtid även "campbelliter". Rörelsen var antitrinitariansk, det vill säga förkastade treenighetsläran, men tillbad Jesus som gud.'
Campbell var också ombud vid staten Virginias konstitutionskonferens på 1830-talet. Från 1830 till sin död 1866 var han redaktör för The Millennial Harbinger. Campbell skrev också en del psalmer och en egen översättning av Nya Testamentet till modern engelska, The Living Oracles, publicerad 1826.
Han grundade också Bethany College och skrev ett flertal böcker av vilken The Christian System kanske är den mest kända.